# Libdvdcss
libdvdcss는 내용 암호화 체제(Content Scramble System, CSS)가 적용된 DVD에 접속하고 내용을 해독하는 데 쓰이는 소프트웨어 라이브러리이다. 현재 VideoLAN 프로젝트의 일부이며 VLC 미디어 플레이어, 오글(Ogle), MPlayer 등의 멀티미디어 재생기에서 지원하고 있다.

## DeCSS와 libdvdcss
- DeCSS는 인증을 받기 위해 크랙된 DVD 플레이어 키를 사용한다. 반면 libdvdcss는 가능한 플레이어 키들 가운데 하나를 사용하며 어떤 키를 써도 실패할 경우(드라이브 차원에서 지역코드가 걸려있는 경우 등) 보다 강제적인 알고리즘을 통해 지역코드를 무시한다.
- libdvdcss는 아직 법정에 선 일이 없다.

## 배포 현황
현재 libdvdcss를 기본적으로 제공하는 리눅스 배포판은 많지 않은데 디지털 밀레니엄 저작권 행사(Digital Millenium Copyright Acts, DMCA)에 대한 법 조항들과 충돌할 우려가 있기 때문이다. 다만 기본적으로 포함되어 있지는 않으나 메디분투처럼 소프트웨어 저장소에 존재하는 배포판이 있으며 크런치뱅 리눅스 9.04.01, LinuxMCE 710, 리눅스 민트 7, PCLinuxOS 2009, 퍼피 리눅스 4.2.1, Recovery is Possible, Slax 6.1.1, 수퍼 OS 9.04, XBMC 라이브 등에는 기본적으로 포함되어 있는 것으로 확인되었다.

## 같이 보기
- 블루레이

## 참조
1. ↑  http://www.videolan.org/developers/libdvdcss.html
2. ↑  “Index of /pub/libdvdcss/1.4.3/”. 《download.videolan.org》.
3. ↑  “보관된 사본”. 2012년 4월 26일에 원본 문서에서 보존된 문서. 2014년 1월 11일에 확인함.